# 苏瑞泰
苏瑞泰（羅馬化：Sao Shwe Thaik，1894年10月16日—1962年11月21日）是一名緬甸政治人物，缅甸联邦首任总统、末代良瑞召法。

## 生平
苏瑞泰出生于英属印度，出生于永贵掸族土司家族，早年就读于东枝土司学校。此后赴英国留学，第一次世界大战时在英军服役，曾任永缅东北边区军事负责人。1927年继任为永贵土司。1939年至1942年间，他又回到军中任职。1947年，任缅甸制宪会议议员、议长。缅甸独立后，出任缅甸联邦第一任总统。1952年卸任总统后，任缅甸联邦议会民族院议长。此外，他还曾兼任各国议会联盟缅甸议员团名誉主席、掸邦议会主席、缅甸边区山芭人民联合阵线最高议会主席、掸族总会名誉会长等。1960年退出政界。1962年初被奈温政府逮捕入狱，后在狱中去世。

## 家庭
苏瑞泰之妻召婻哏罕为掸邦木邦土司召洪帕之妹。哏罕之姐喊罕则是干崖土司、中国云南省德宏州首任州长刀京版之妻。苏瑞泰与哏罕之长子召翰法为流亡加拿大的独立掸国领袖。